# Natașa Koroleva
Natalia Koroleva (în rusă Наталия Владимировна Порывай; n. 31 mai 1973, Kiev, URSS) este o cântăreață rusă.

## Discografie
- «Жёлтые тюльпаны» (1990)
- «Дельфин и русалка» (1992)
- «Поклонник» (1994)
- «Конфетти» (1995)
- «Бриллианты слёз» (1997)
- «Сердце» (2001)
- «Осколки прошлого» (2002)
- «Веришь или нет (плюс Тарзан)» (2003)
- «Рай там, где ты» (2006)
- «Магия Л…» (2015)

1. ↑  Nataša Koroljova, Česko-Slovenská filmová databáze
2. ↑   https://www.gazeta.ru/family/2023/05/30_a_17065778.shtml Lipsește sau este vid: |title= (ajutor)
3. ↑   https://www.woman.ru/stars/ya-poluchila-bumerang-pochemu-natasha-koroleva-tak-legko-prostila-izmenu-tarzana-id887992/ Lipsește sau este vid: |title= (ajutor)
4. ↑   http://www.petershop.com/en/catalogue/music/natasha-koroleva.html Lipsește sau este vid: |title= (ajutor)